# Sozialgericht Aachen

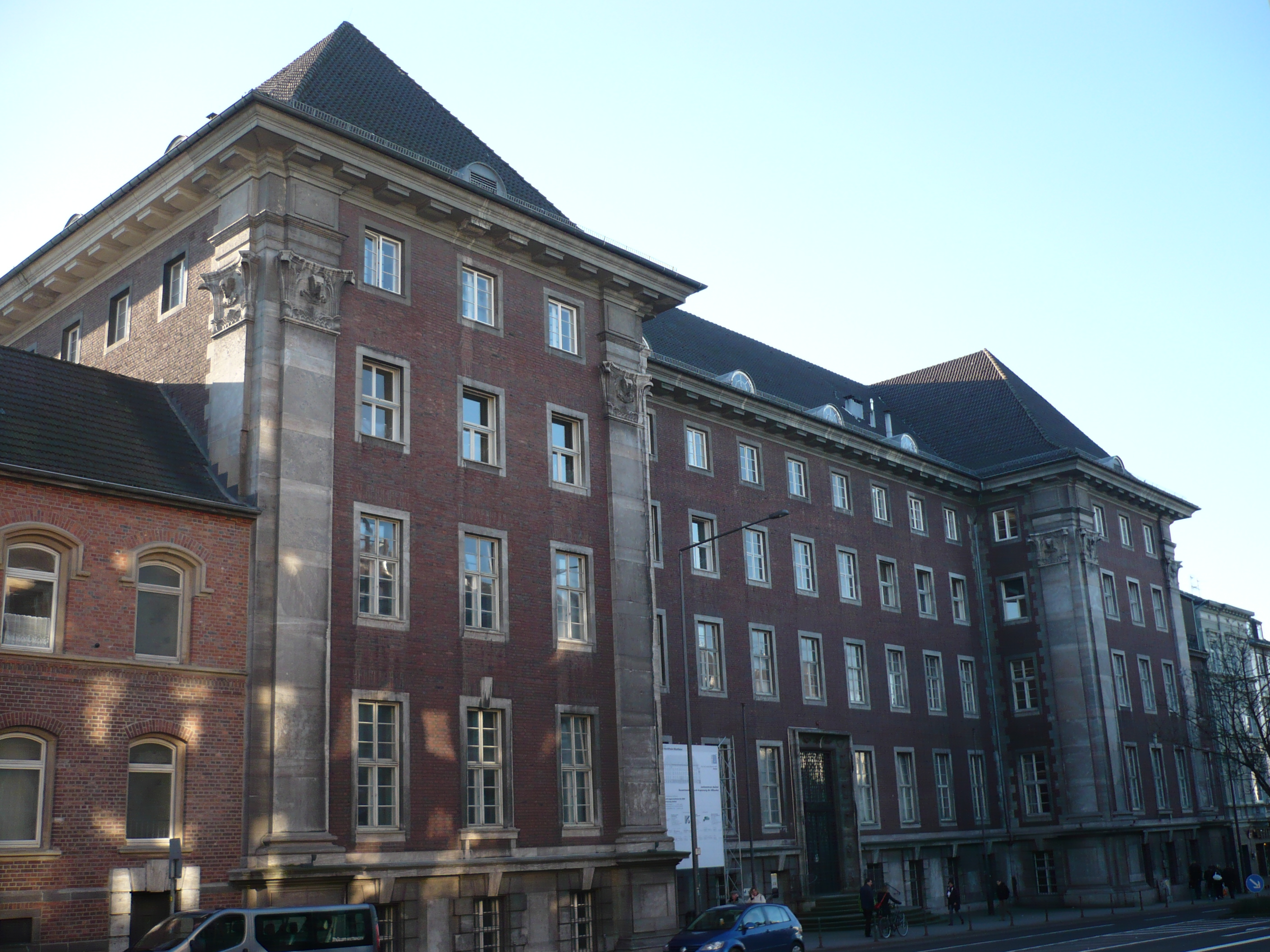
Gerichtsgebäude

Das Sozialgericht Aachen ist ein Gericht der Sozialgerichtsbarkeit. Das Gericht ist eines von acht Sozialgerichten in Nordrhein-Westfalen und hat seinen Sitz in Aachen.

## Gerichtsgebäude
Das Gerichtsgebäude des Sozialgerichts Aachen befindet sich im Adalbertsteinweg 92.

## Gerichtsbezirk  und übergeordnete Gerichte
Das Sozialgericht Aachen ist örtlich für die Städteregion Aachen sowie die Kreise Düren und Heinsberg zuständig. Die sachliche Zuständigkeit ergibt sich aus dem Sozialgerichtsgesetz.
Auf Landesebene ist das Landessozialgericht Nordrhein-Westfalen in Essen das übergeordnete Gericht. Diesem ist wiederum das Bundessozialgericht in Kassel übergeordnet.